# Luduș

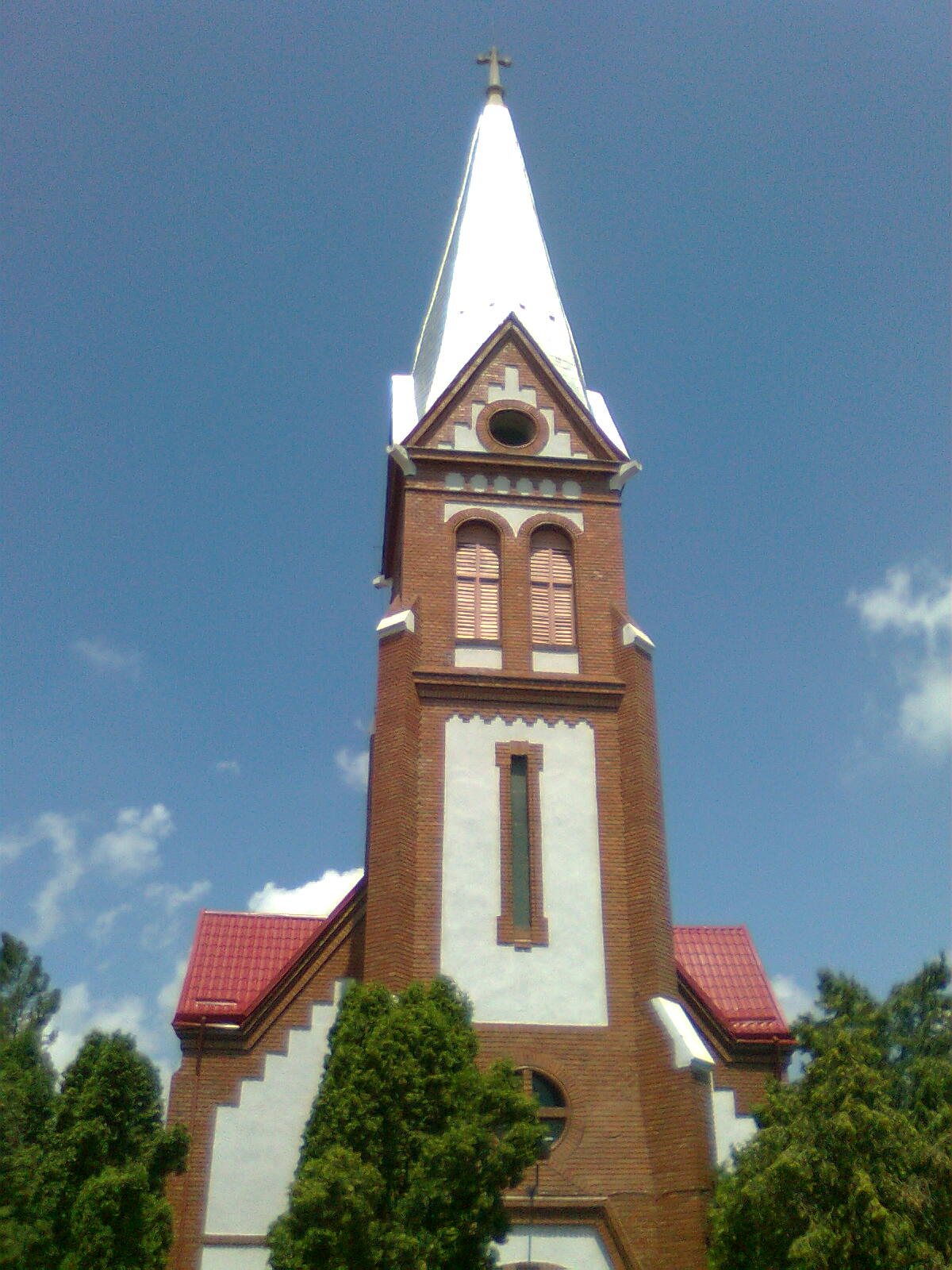
Katholieke kerk in Luduș

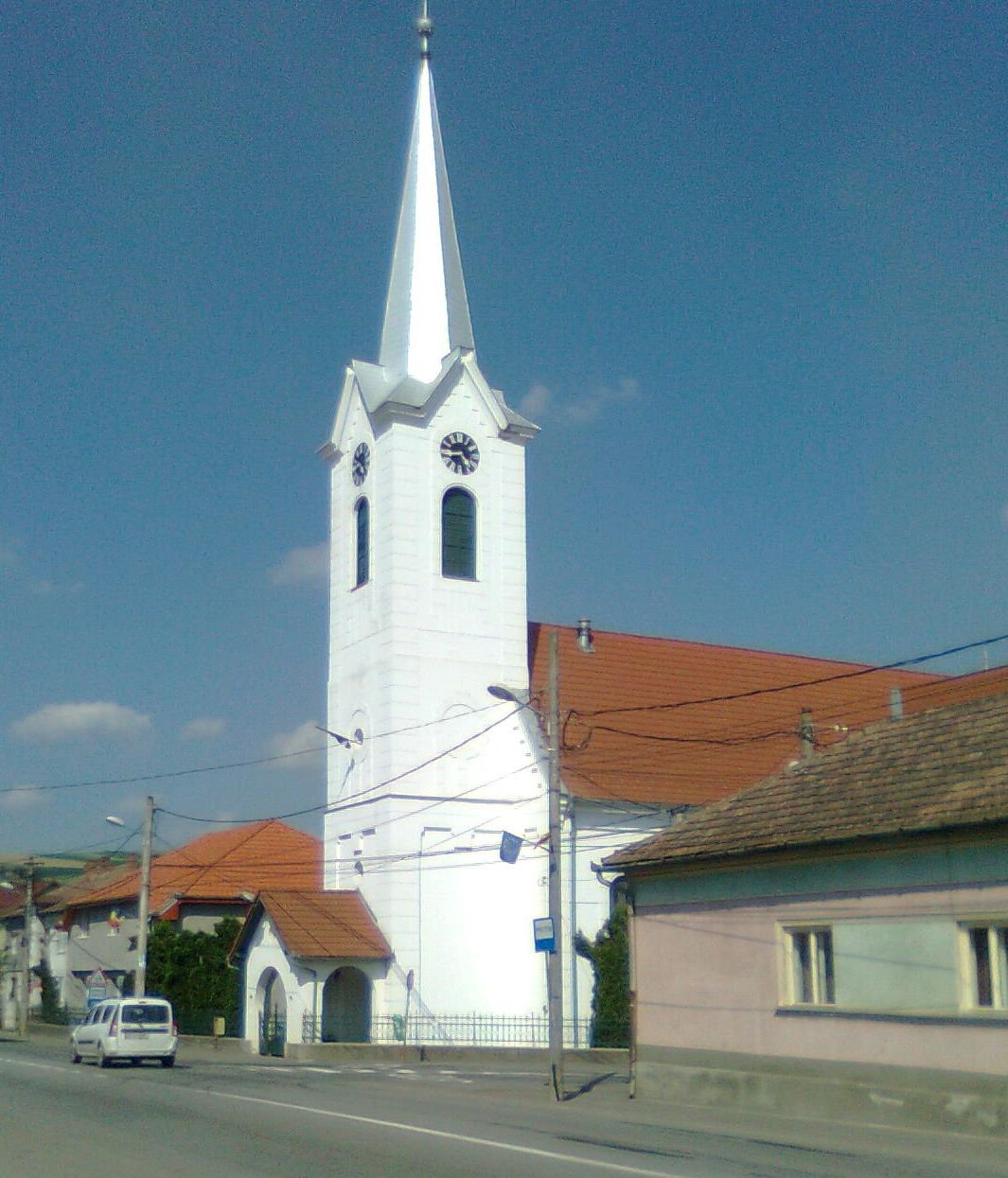
Hervormde kerk in Luduș

Luduș (Hongaars: Marosludas) is een stad (oraș) in het Roemeense district Mureș. De stad telt 17.497 inwoners (2002).
De stad kent een etnisch Hongaarse gemeenschap die 23% van de bevolking uitmaakt (volkstelling 2011). De Hongaarse partij heeft 3 zetels in de gemeenteraad. De komborden zijn tweetalig omdat het aandeel van de minderheid meer bedraagt dan 20%.
De gemeente bestaat uit de stad Ludus en de zes volgende dorpen: 
- Avrămeşti (Eckentelep)
- Cioarga (Csorga)
- Ciurgău (Csorgó)
- Fundătura (Mezőalbisitelep of Belsőtelep)
- Gheja (Marosgezse)
- Roșiori (Andrássytelep)

Drie dorpen kennen een etnisch Hongaars karakter, in Roșiori (Andrássytelep) is 82% Hongaars, in Fundătura (Mezőalbisitelep of Belsőtelep) is dat 65% en in Avrămeşti (Eckentelep) is dat 60%. In de hoofdplaats Luduș (Marosludas) wonen de meeste Hongaren, te weten 2.664 personen met een etnisch Hongaarse achtergrond.   